# Sint-Catharinakerk (Kettenis)

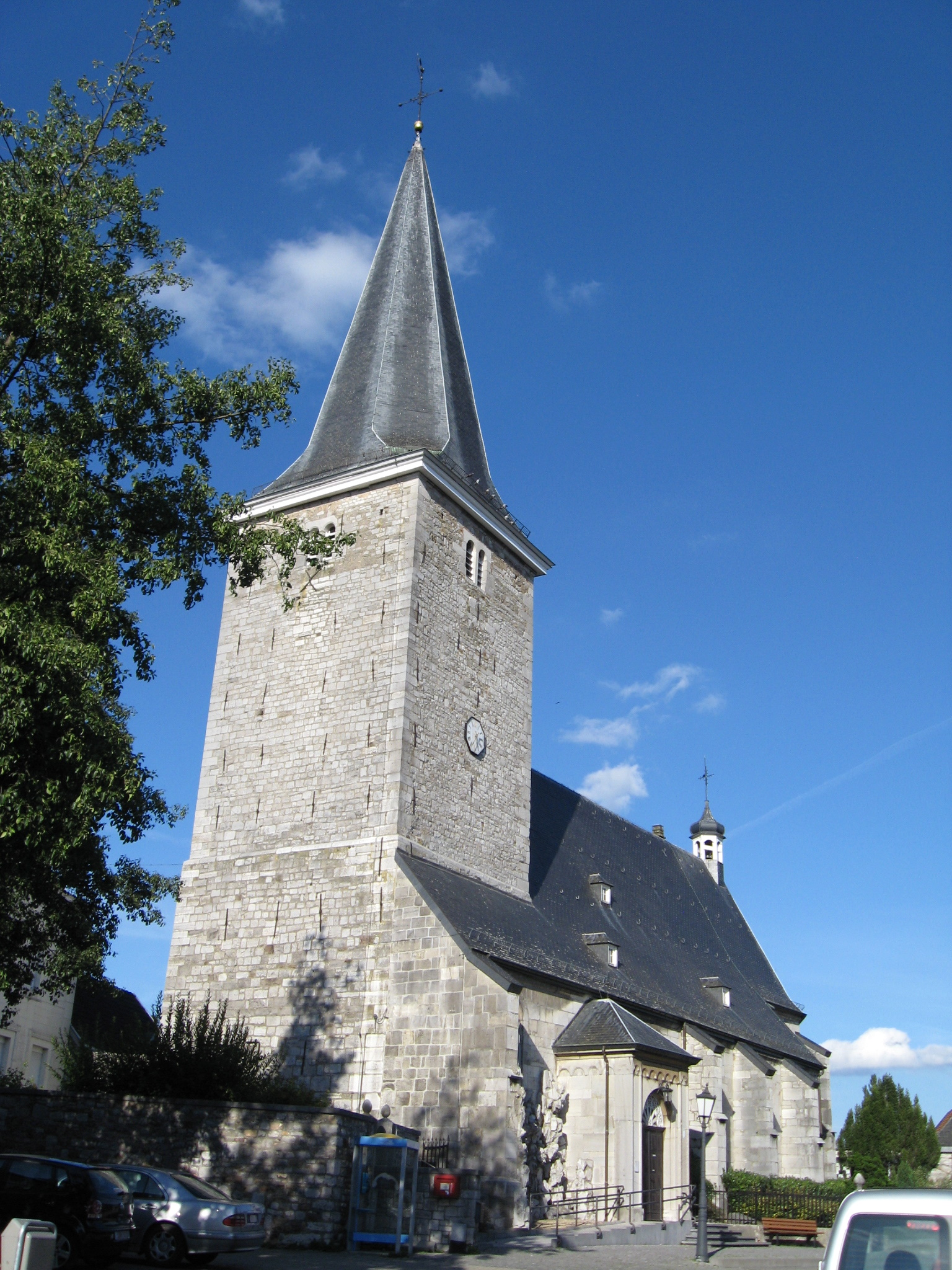
Sint-Catharinakerk

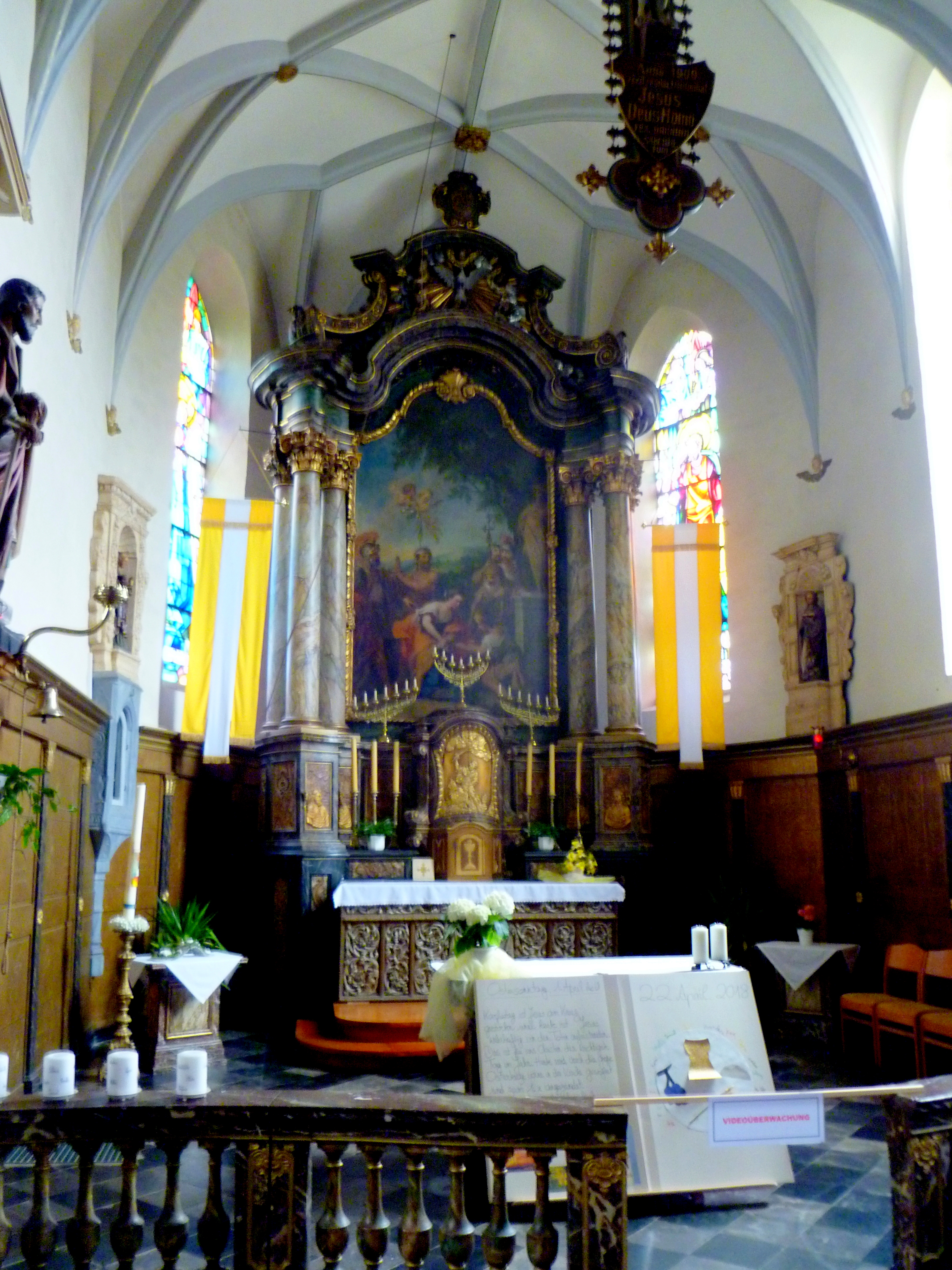
Interieur met hoofdaltaar

De Sint-Catharinakerk (Sankt Katharinakirche) is de parochiekerk van de tot de Belgische gemeente Eupen behorende plaats Kettenis, gelegen aan de Winkelstraße.

## Geschiedenis
Reeds in de 15e eeuw moet er een eenvoudige, eenbeukige slotkapel in Kettenis hebben bestaan.
De huidige kerk werd, getuige de gevelstenen in de zijbeuken, gebouwd in het tijdvak 1515-1520. Het driezijdig afgesloten koor is van einde 15e eeuw. De ingebouwde westtoren is 15e-eeuws en werd in 1711 gerestaureerd. In 1691 werd een doopkapel aangebouwd en in 1842 kwam er een ingangsportaal aan de zuidgevel.
In 1760 werd het kerkmeubilair vernieuwd. De pilaren werden toen van Toscaanse kapitelen voorzien.

## Gebouw
Het betreft een driebeukige kerk met ingebouwde toren. Het geheel uitgevoerd in natuursteenblokken. De stijl is Gotisch.

## Interieur
Het hoofdaltaar in barokstijl is van omstreeks 1750 en werd vervaardigd door Hubert Hyard. J.J. Couven vervaardigde in het derde kwart van de 18e eeuw de communiebank en de preekstoel. De biechtstoel is neogotisch van 1870, vervaardigd door Gérard Breuer. Enkele gestucte nissen zijn van de 2e helft van de 17e eeuw. Ze bevatten 16e-eeuwse heiligenbeelden van respectievelijk Sint-Barbara en Sint-Catharina. Het altaarstuk van het hoofdaltaar stelt de marteldood van Sint-Catharina voor en werd in 1750 geschilderd door Francesco Bernardini. Van omstreeks 1650 is een schilderij van Sint-Anna. Het van houtsnijwerk voorziene tabernakel is van omstreeks 1750. Er zijn diverse grafzerken en een zeer oud grafkruis, van omstreeks 1400.